# Retable de Monteripido
Le Retable de Monteripido  (en italien : La Pala di Monteripido) est une peinture religieuse du Pérugin, un retable (240 × 180 cm) peint sur les deux faces, datant de 1502, conservé à la Galerie nationale de l'Ombrie à Pérouse.

## Histoire
Le polyptyque était destiné à l'encadrement d'un Christ sur crucifix de bois dans l'église San Francesco al Monte à Monteripido près de Pérouse.
L'œuvre a été réalisée en 1502. À cette époque l'artiste qui était au sommet de sa gloire avait ouvert deux ateliers : Un à Florence et un autre à Pérouse.

## Thème
- Sur le recto : Le thème de l'œuvre est celui de l'iconographie chrétienne de la Crucifixion, amenant le Christ à sa mort au terme de sa Passion ; c'est également, dans la représentation populaire, une des stations du Chemin de Croix.
- Sur le verso : L'œuvre représente un épisode de la « Vie de la Vierge Marie » traité dans l'iconographie chrétienne et nommé  Le Couronnement de la Vierge.

## Description
L'œuvre est peinte sur les deux faces.
- Sur le recto, autour du Crucifix se trouvent deux anges et quatre saints.
- Sur le verso le Couronnement de la Vierge.

### La Crucifixion
La composition fait appel à une large utilisation de dessins et cartons du répertoire du maître déjà utilisés dans d'autres réalisations.
Les personnages entourant le crucifix rappellent ceux de La Crucifixion de Santa Maria Maddalena de' Pazzi à Florence (1494-1496), tandis que les deux anges symétriques, tenant les coupes pour recueillir le sang du Christ, sont des variantes de celui de L'Agonie dans le jardin (Galerie des Offices (1483-1495 environ).
Le ton apaisé des figures du Pérugin contraste avec la vigoureuse expression du crucifix en bois, dont les signes de la souffrance du Christ sont bien mis en évidence.
Les saints représentés de gauche à droite sont : Marie, Marie-Madeleine, François d'Assiseet Jean apôtre.
Tous les personnages portent une auréole dorée en forme de disque.

### Le Couronnement de la Vierge
La composition fait appel avec encore plus d'évidence à une large utilisation de dessins et cartons du répertoire du maître déjà utilisés dans d'autres réalisations de Couronnement de la Vierge, sur deux registres bien distincts avec une mandorle sur la partie supérieure et un groupe de personnages sur l'inférieure.
Cette façon de faire était déjà utilisée dans les fresques perdues de la Chapelle Sixtine (1481-1482) et le groupe d'apôtres déjà employé avec quelques variantes dans  le Polyptyque de saint Pierre (1496-1500 environ) et dans le Polyptyque de l'Annonciation (1504-1507). La représentation des anges avec la guirlande est plus originale.
Les apôtres  portent également une fine auréole dorée.

## Analyse
Le maître, plus que l'originalité de la composition, a surtout privilégié une réalisation impeccable et de grande qualité, comme démontré par le dessin souple et précis, incisé en phase préparatoire probablement à la pointe d'argent ; la couleur diluée à l'huile est forte et épaisse  sans altérer la typique délicatesse de l'artiste. Chaque détail est rendu avec un grand soin. La direction de la lumière est scrupuleusement étudiée, avec des effets générés dans l'épaisseur des drapés et dans le chatoiement  des couleurs.

## Sources
- (it) Cet article est partiellement ou en totalité issu de l’article de Wikipédia en italien intitulé « Pala di Monteripido » (voir la liste des auteurs).